# Paleogeno
| Período Paleogeno Há 66–23.03 milhões de anos PreЄ Є O S D C P T J K Pg N |                                              |
| |                                              |
| Teor médio de o2 atmosférico durante o período | ca. 26 Vol % (130 % do nível atual)          |
| Teor médio do CO2 atmosférico durante o período | ca. 500 ppm (2 vezes o nível pré-industrial) |
| Temperatura média da superfície durante o período | ca. 18 °C (4 °C acima do nível atual)        |
| Paleogeno LDTGview • Discussão • -65 —–-60 —–-55 —–-50 —–-45 —–-40 —–-35 —–-30 —–-25 —–M ZC e n o z o i c oCretáceoP a l e o g e n oNeogenoP a l e o c e n o E o c e n oO l i g o c e n oDanianoSelandiano TanetianoIpresianoLutetianoBartonianoPriabonianoRupelianoCatiano ←MTPE←Primeiros mantos de gelo permanentes na Antártida←Extinção em massa C-PgSubdivisão do Paleogeno de acordo com ICS, em 2021. Escala do eixo vertical: milhões de anos atrás |                                              |

Na escala de tempo geológico, o Paleogeno ou Paleogénico é o período da era Cenozoica do éon Fanerozoico que está compreendido entre há 66 milhões e e 23,03 milhões de anos, aproximadamente. O período Paleogeno sucede ao período Cretáceo da era Mesozoica de seu éon e precede o período Neogeno de sua era. Divide-se nas épocas Paleocena, Eocena e Oligocena, da mais antiga para a mais recente.

## Paleocénico (há 66-56 milhões de anos)
A primeira época do período foi a época em que a Terra se recuperou da catástrofe que extinguiu os dinossauros. Os pequenos mamíferos proliferaram e as aves assumiram o topo da cadeia alimentar. O clima ainda era bem quente, e o mundo, de uma forma geral, se assemelhava ao do final do Cretáceo.

## Eocénico (há 56-33,9 milhões de anos)
No início da época as aves ainda eram os predadores dominantes, porém com o tempo mamíferos carnívoros se desenvolveram e as substituíram. Também surgiram os primeiros grandes mamíferos. No início da época o clima tropical se espalhava até as regiões polares; porém, ao final dessa época, o clima começa a se esfriar, a vegetação próxima aos polos começa a se tornar semelhante às de tundra e taiga e tem início o processo de congelamento dos polos. Estas alterações causam uma considerável extinção, o que marcou o final desta época.

## Oligocénico (há 33,9-23 milhões de anos)
O clima começa a se tornar mais semelhante ao atual, embora ainda seja, em geral, mais quente. O domínio dos mamíferos se confirma, com exceção das regiões mais isoladas. A flora já se torna bem semelhante à atual.

## Fauna e flora do período
A fauna do paleogénico se caracteriza pelos mamíferos primitivos (com parentesco distante aos atuais) e pelas aves do terror. Após o evento K-T, que viu o desaparecimento dos dinossauros não-aviários, os mamíferos se transformaram de algumas formas pequenas e generalizadas e começaram a evoluir para a maioria das variedades modernas que vemos hoje. Alguns desses mamíferos evoluiriam para grandes herbivoros e predadores destes herbívoros, enquanto outros se tornariam capazes de viver em ambientes marinho, aéreo especializado e terem um estilo de vida arbóreo. 
As aves, que já estavam bem estabelecidas no final do Cretáceo, também experimentaram uma radiação adaptativa ao assumirem o céu deixado vazio pelos pterossauros agora extintos. As aves do terror foram as primeiras a ocupar o topo da cadeia alimentar após a extinção dos dinossauros, porém já no final do Paleogênico mamíferos primitivos carnívoros, como os mesoniquíos e os creodontes, já as haviam substituído na maior parte do mundo, exceto nas regiões mais isoladas do globo. No tocante a flora do paleogénico, esta era, ainda, bem semelhante à predominante no Cretáceo, embora se destaque um maior desenvolvimento das angiospermas. O resfriamento pronunciado no Oligoceno levou a uma mudança floral maciça e muitas plantas modernas existentes surgiram durante esse período. Gramíneas e ervas aromáticas, como a Artemísia, começaram a aparecer às custas das plantas tropicais, que começaram a declinar. Florestas de coníferas desenvolveram em áreas montanhosas. Essa tendência de resfriamento continuou, com grande flutuação, no período seguinte.

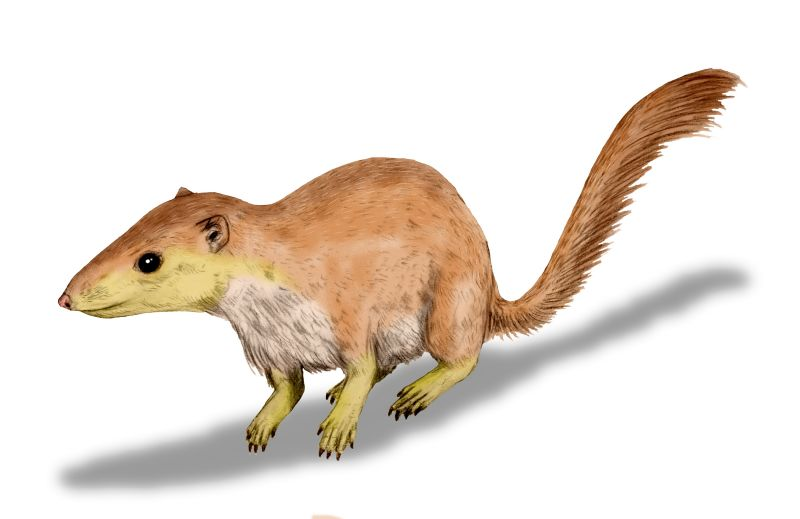
Purgatorius unio Um mamífero primitivo
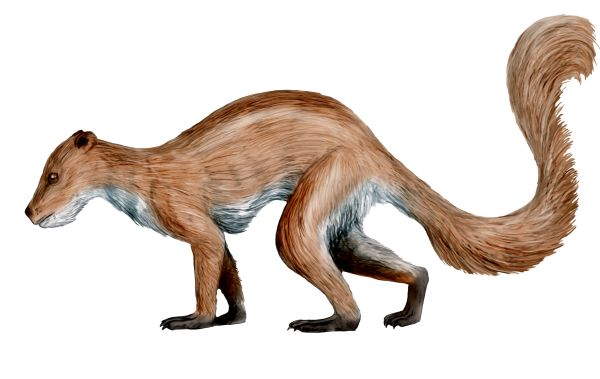
Plesiadapis tricuspidens Um plesiadapiforme
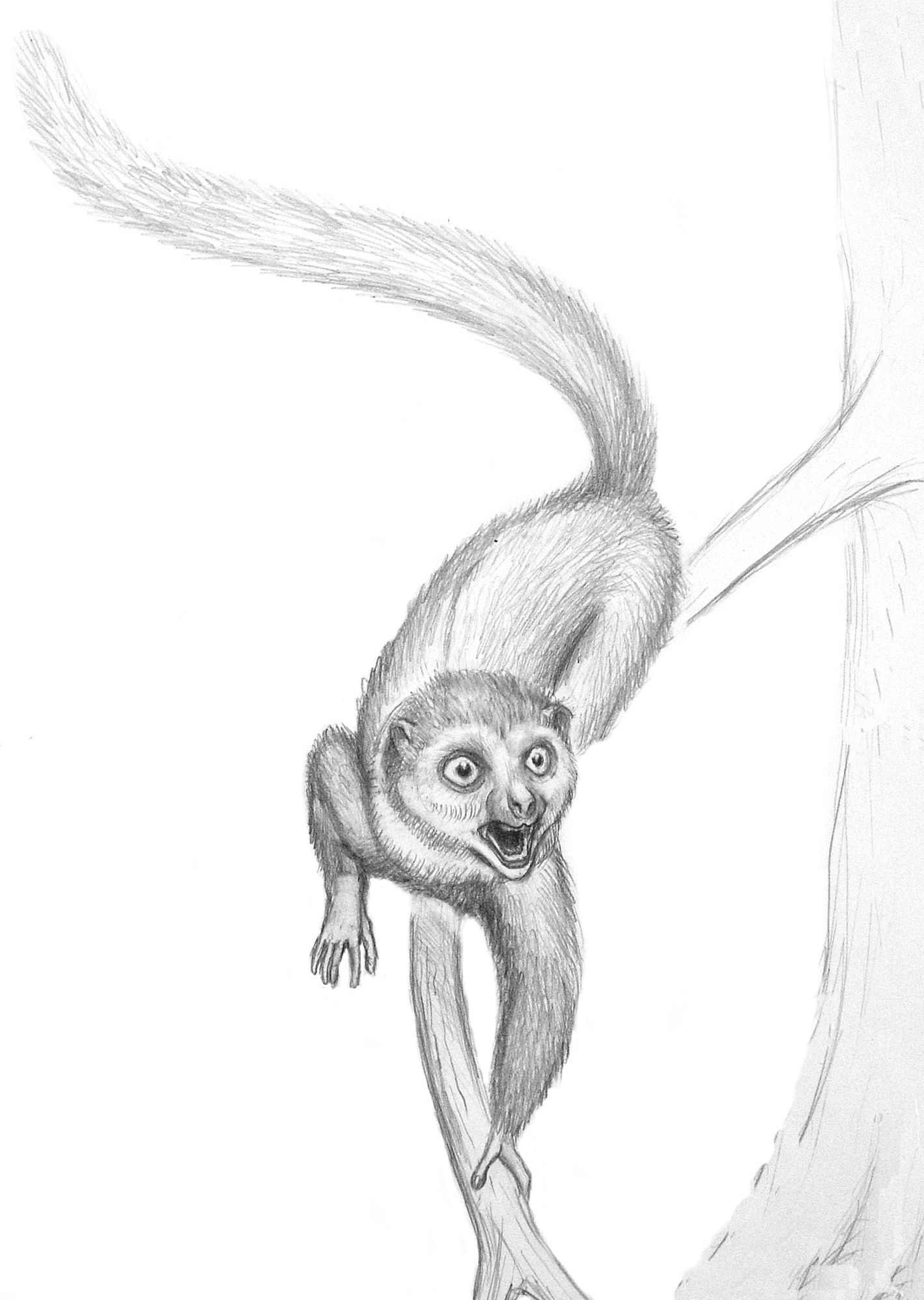
Darwinius masillae Um primata
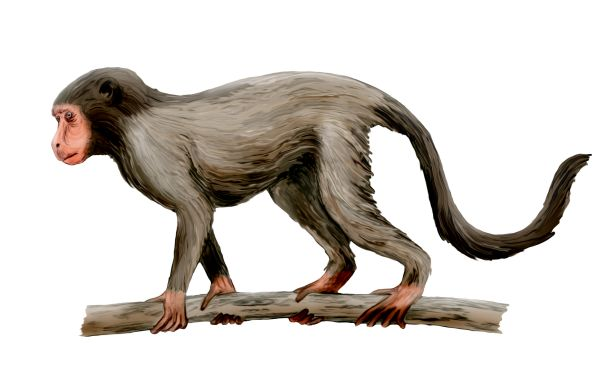
Aegyptopithecus Um primata
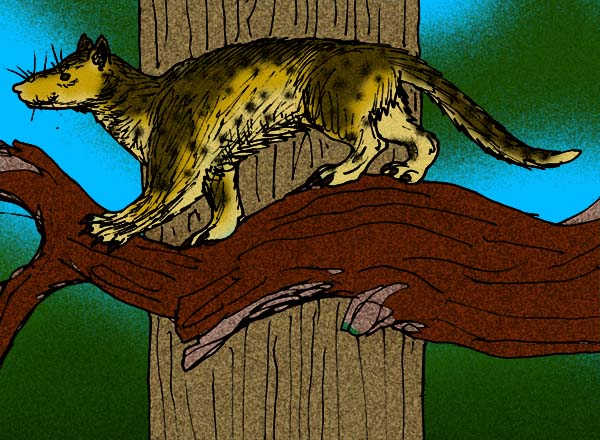
Miacis parvivorus um carnívoro
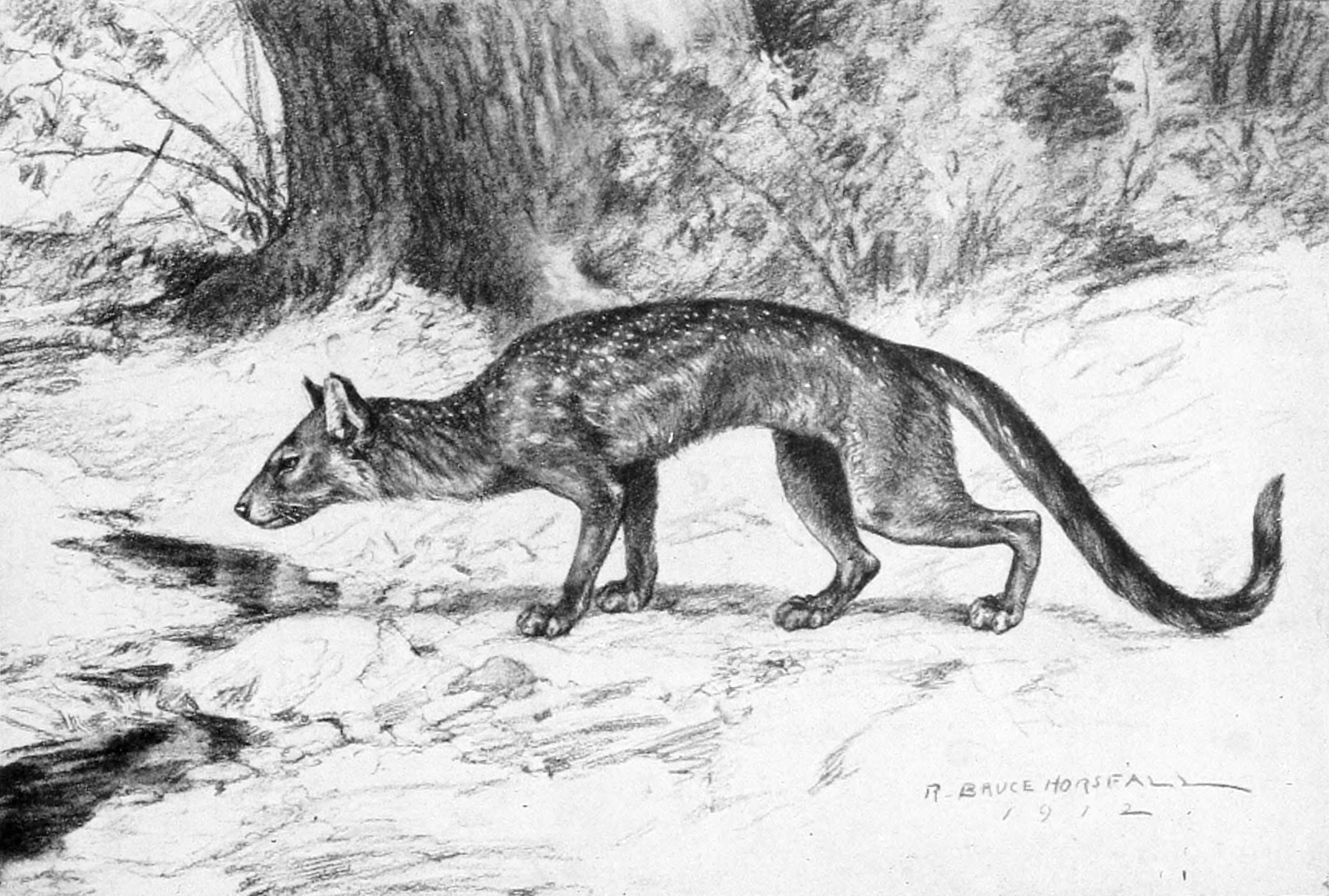
Hesperocyon Um carnívoro
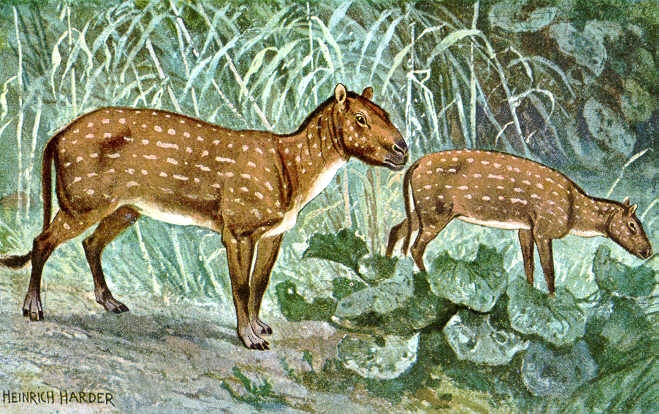
Hyracotherium ou Eohippus um perissodáctilo
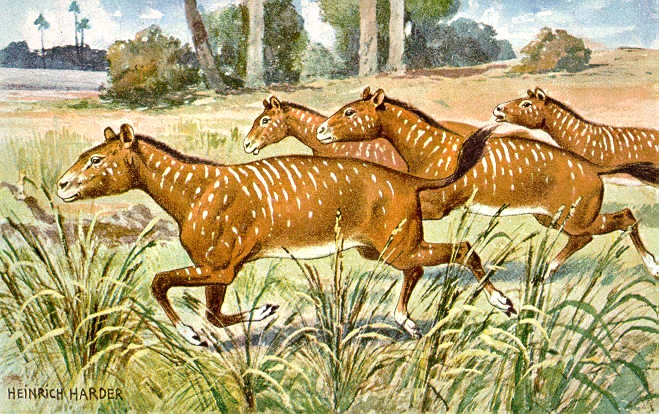
Mesohippus bairdi Um perissodáctilo
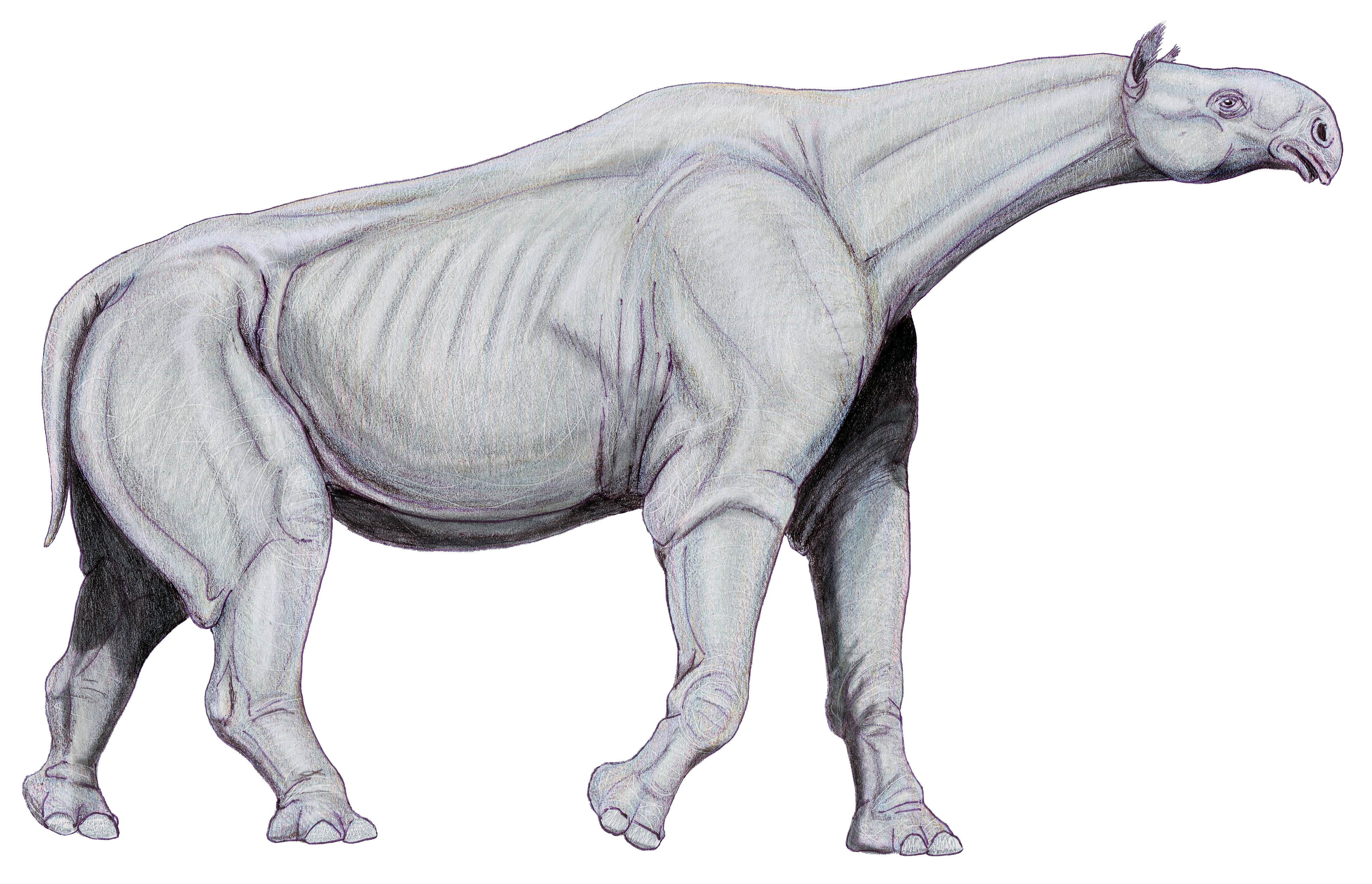
Indricotherium transouralicum Um perissodáctilo
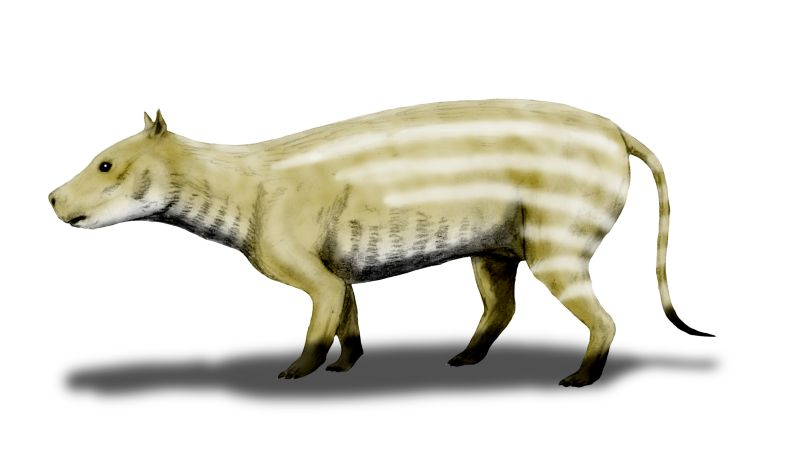
Merycoidodon Um artiodáctilo
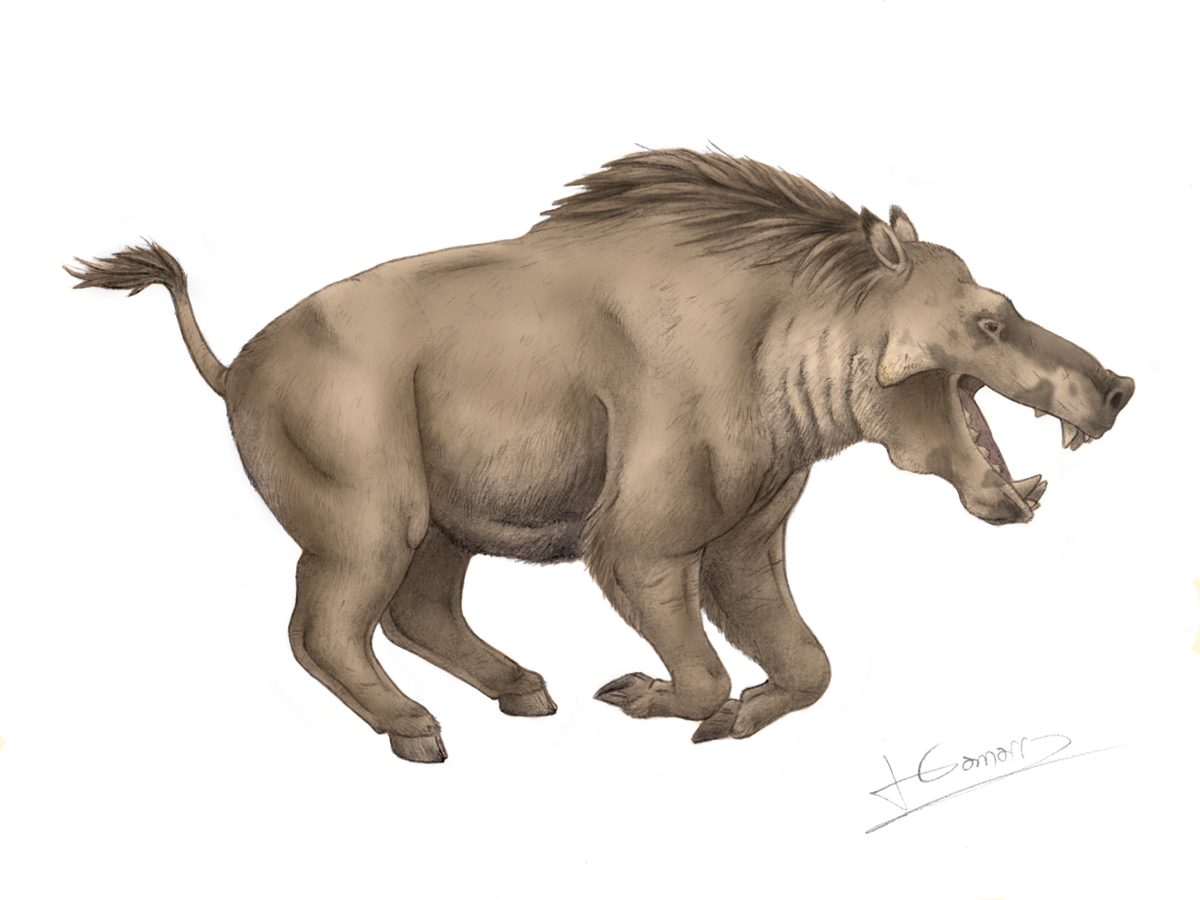
Entelodon magnus Um artidáctilo
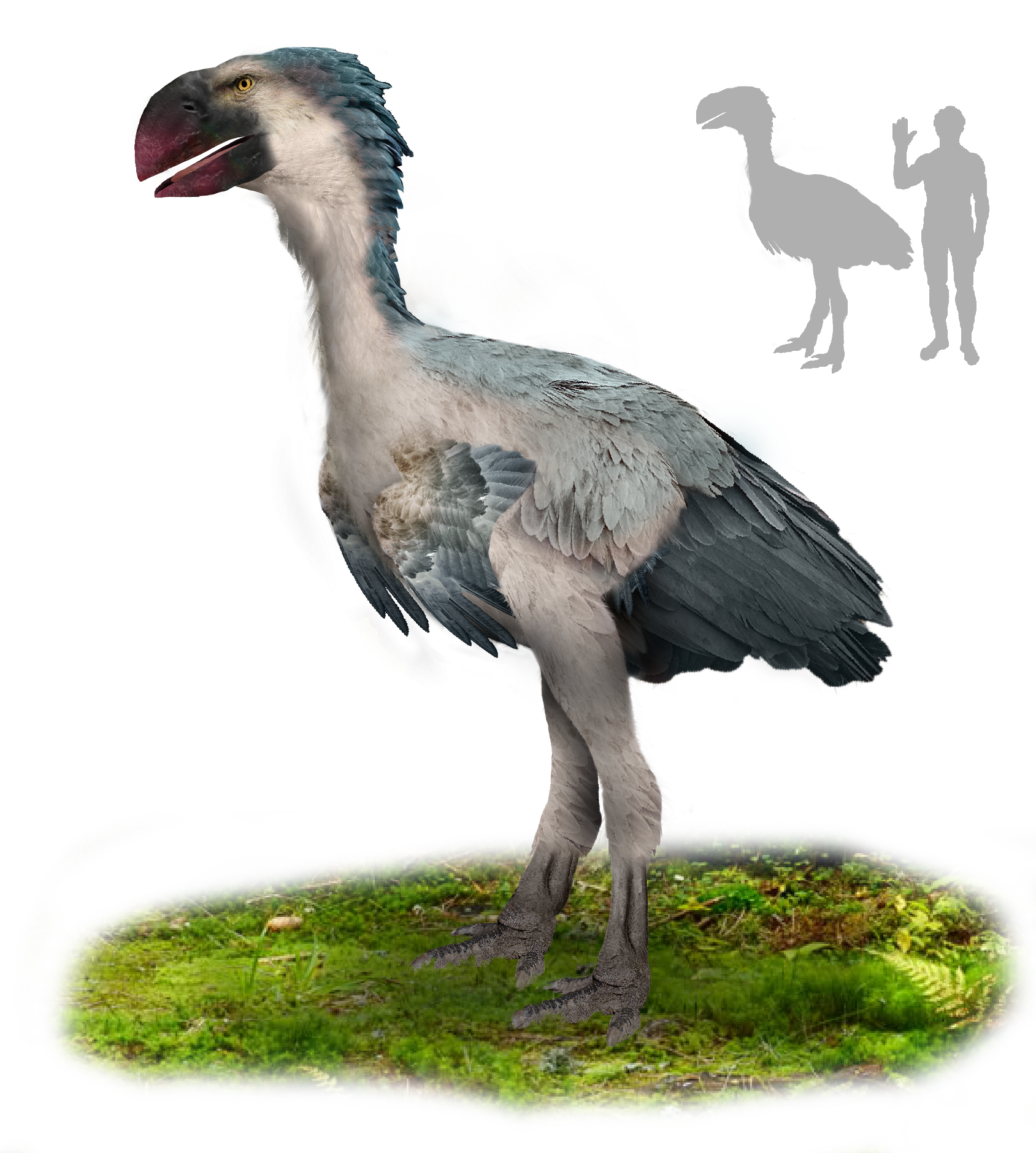
Diatrima (Gastornis giganteus) uma ave gastorniforme
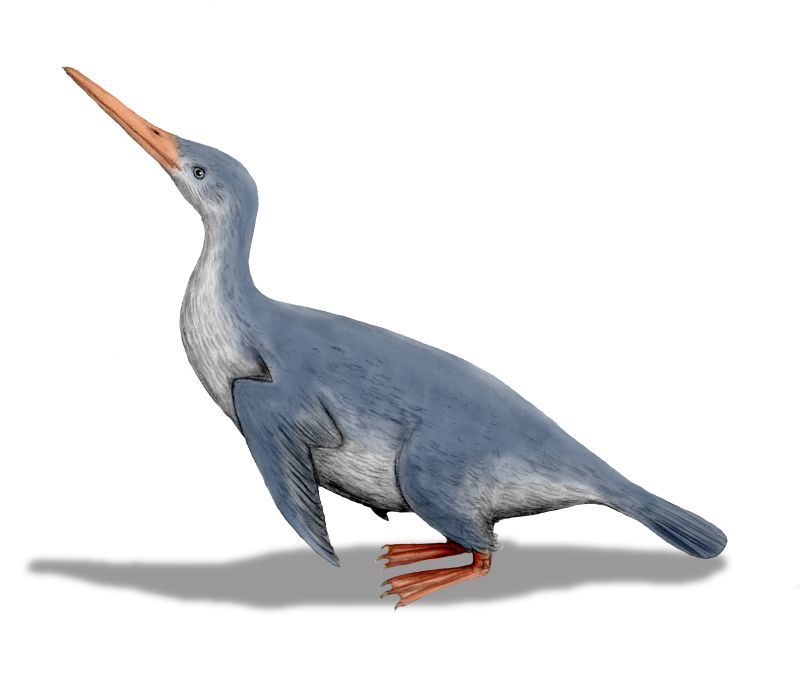
Waimanu uma ave esfenisciforme
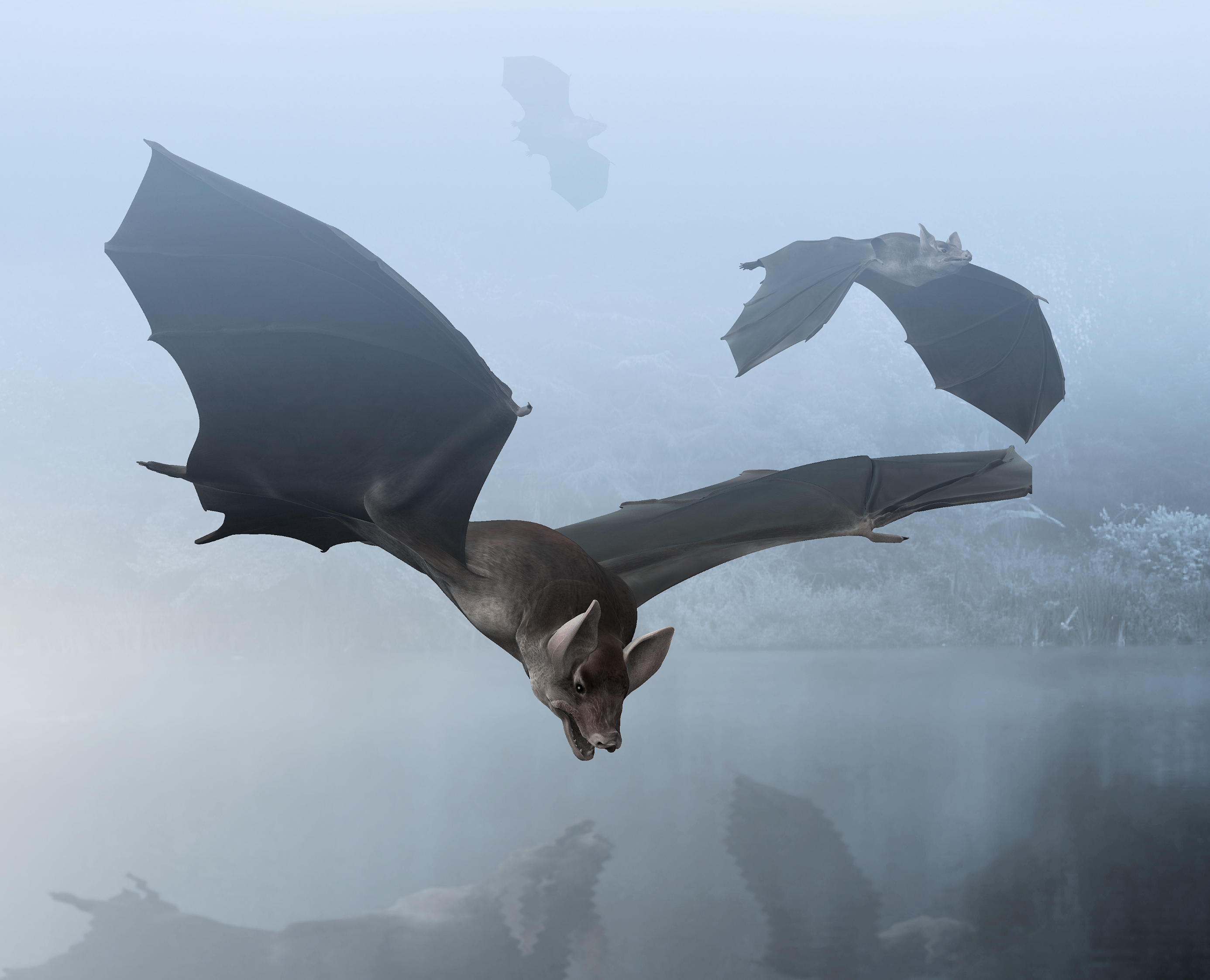
Palaeochiropteryx Um quiróptero
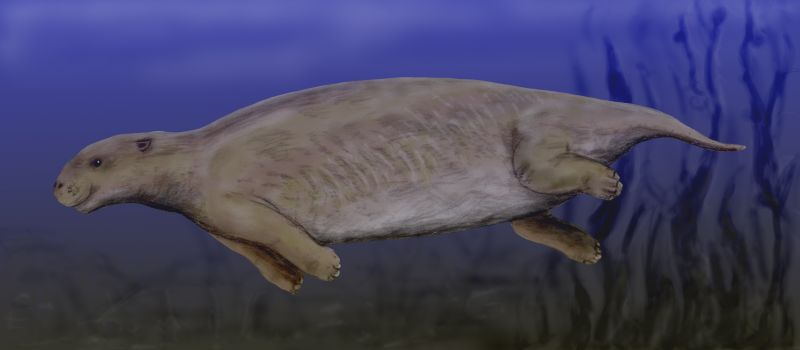
Prorastomus Um sirênio
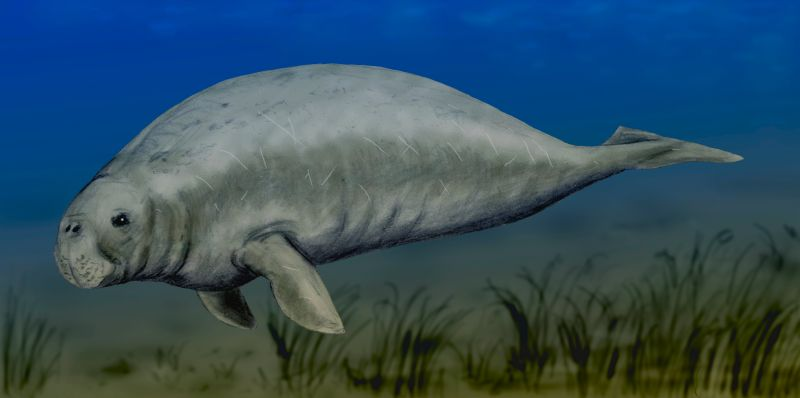
Halitherium Um sirênio
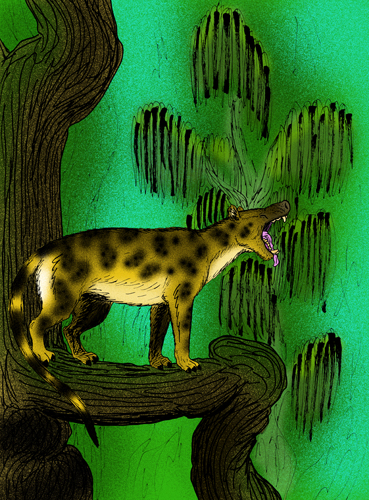
Mesonyx um mamífero mesoníquio
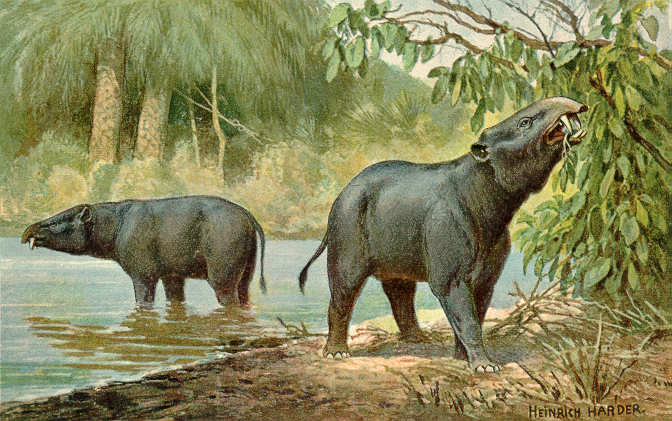
Moeritherium lyonsi um proboscídeo primitivo
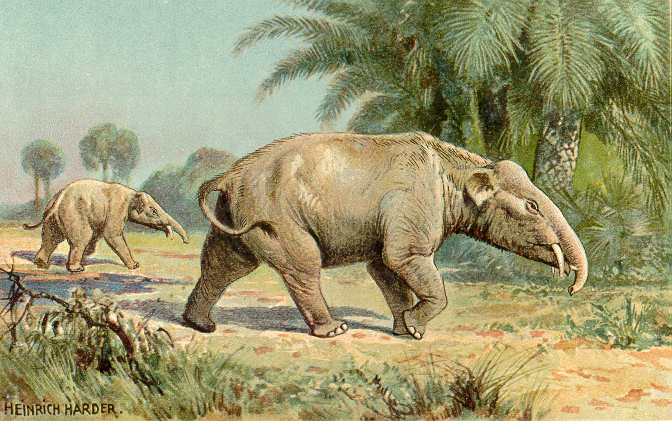
Paleomastodon Um proboscídeo
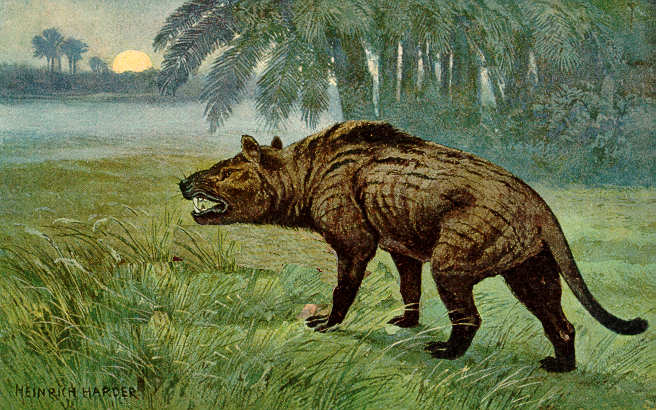
Hyaenodon gigas um creodonte
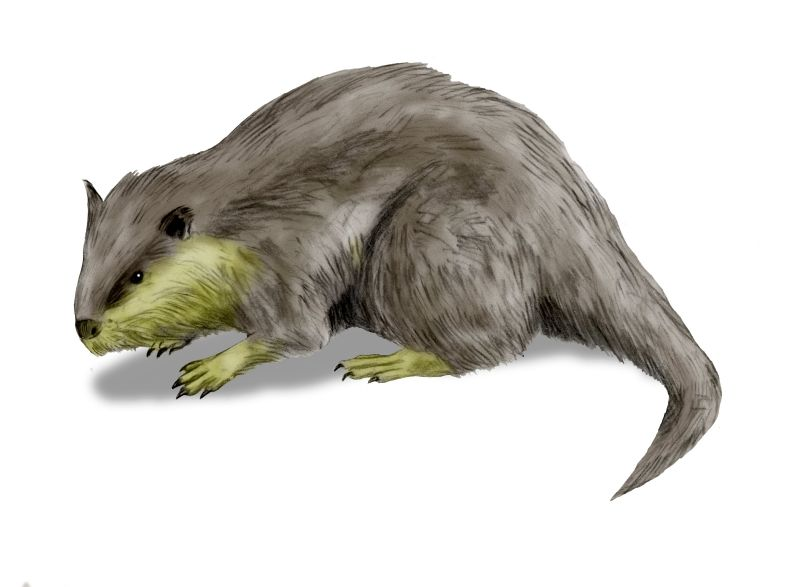
Palaeocastor um roedor
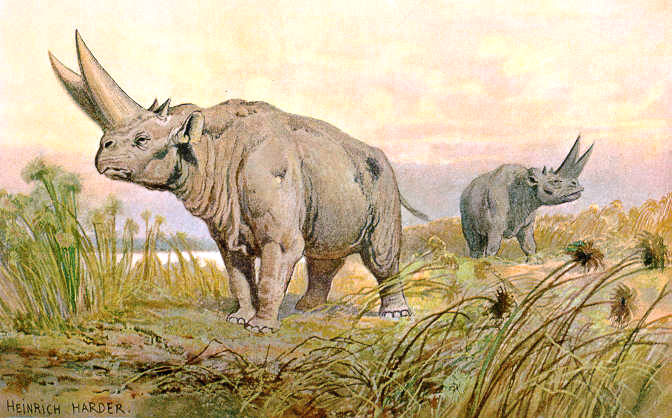
Arsinoitherium zitteli um embritópode
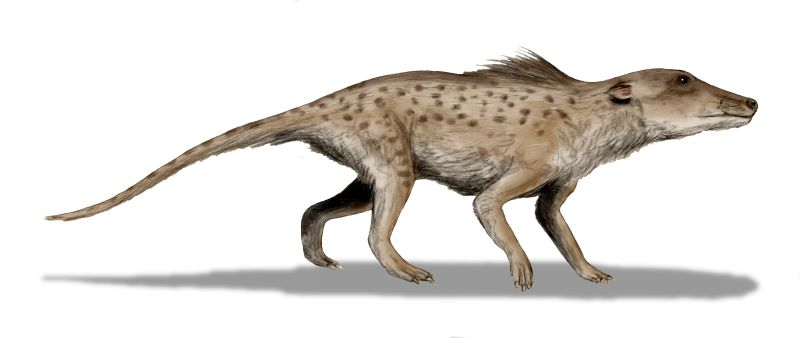
Pakicetus Um cetáceo
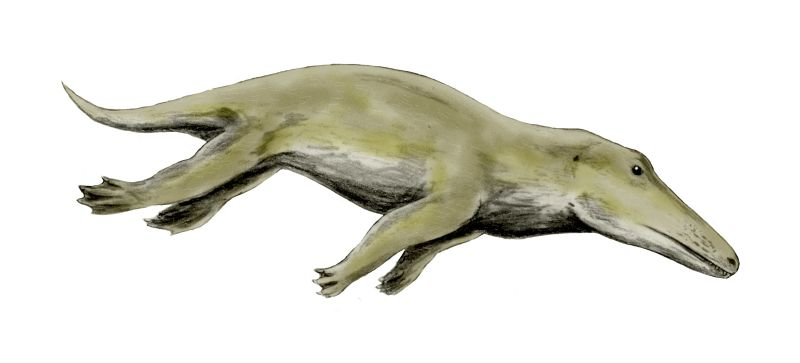
Ambulocetus Um cetáceo
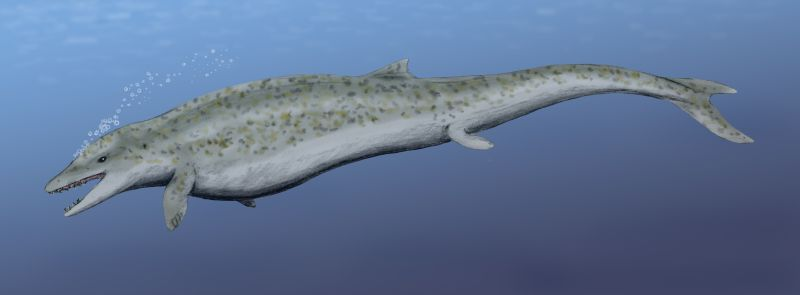
Dorudon Um cetáceo